# Prior Lake (Minnesota)
Prior Lake es una ciudad ubicada en el condado de Scott en el estado estadounidense de Minnesota. En el Censo de 2010 tenía una población de 22796 habitantes y una densidad poblacional de 480,2 personas por km².

## Geografía
Prior Lake se encuentra ubicada en las coordenadas 44°43′32″N 93°26′27″O / 44.72556, -93.44083. Según la Oficina del Censo de los Estados Unidos, Prior Lake tiene una superficie total de 47.47 km², de la cual 39.99 km² corresponden a tierra firme y (15.77%) 7.49 km² es agua.

## Demografía
Según el censo de 2010, había 22796 personas residiendo en Prior Lake. La densidad de población era de 480,2 hab./km². De los 22796 habitantes, Prior Lake estaba compuesto por el 90.96% blancos, el 1.5% eran afroamericanos, el 1.57% eran amerindios, el 3.03% eran asiáticos, el 0.04% eran isleños del Pacífico, el 0.5% eran de otras razas y el 2.42% pertenecían a dos o más razas. Del total de la población el 2.11% eran hispanos o latinos de cualquier raza.